# خط الخلافة على العرش السعودي
يتم تحديد ترتيب الخلافة على العرش السعودي بواسطة الأسرة الحاكمة في السعودية (آل سعود). فمنذ تأسيس المملكة تولى ولي العهد خلفًا للملك الذي سبقه بعد وفاته، مع تعيين ولي العهد الجديد وفقًا للأقدمية بين أبناء ابن سعود، بالرغم من أن العديد من أفراد الأسرة قد تم تجاوزهم من ذلك الترتيب لأسباب مختلفة. ومنذ عام 2014 استُحدث نظام لتسمية «ولي ولي العهد» (الثاني في خط العرش).
الحاكم الحالي للمملكة العربية السعودية هو الملك سلمان، الذي خلف الملك عبد الله بعد وفاته في 23 يناير 2015. وفي نفس اليوم بويع الأمير مقرن وليا للعهد، وبعد ثلاثة أشهر أعفي بناء على طلبه ليحل محله الأمير محمد بن نايف.
في صباح يوم 21 يونيو 2017 أعفي الأمير محمد بن نايف من ولاية العهد، وتم اختيار الأمير محمد بن سلمان (نجل الملك) في هذا المنصب، بتأييد من الأغلبية العظمى من أعضاء هيئة البيعة. وهو حفيد ابن سعود، والثاني من جيله الذي يحتل المرتبة الأولى في خط الخلافة. أنشئ مجلس البيعة في عام 2006 لتسهيل انتقال الحكم الملكي للسلطة.

## التاريخ

### عبد العزيز «ابن سعود»

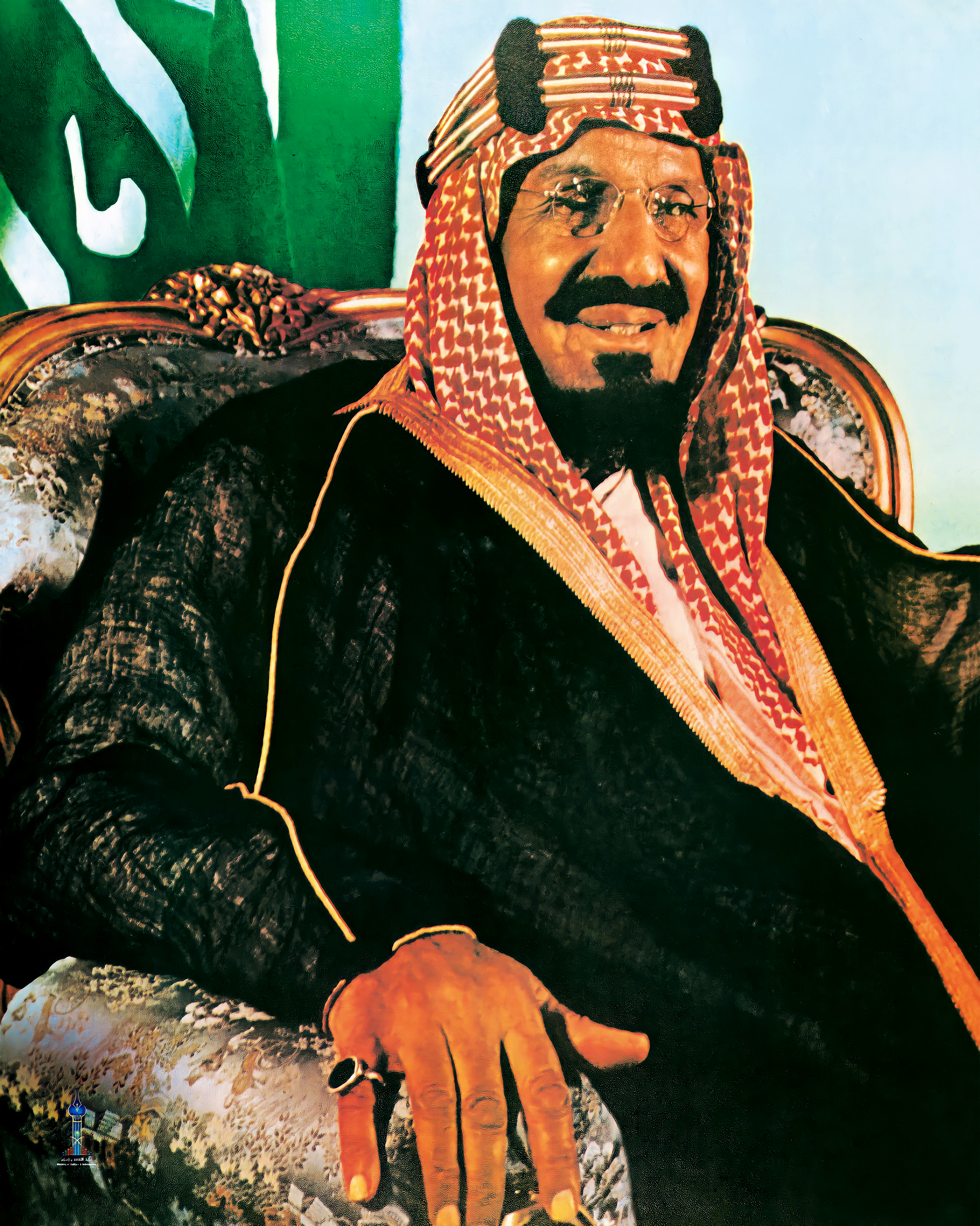
الملك المؤسس عبدالعزيز بن عبدالرحمن آل سعود

سيطر آل سعود على أجزاء واسعة من شبه الجزيرة العربية لمدة قرنين ونصف. انهارت الأسرة مرتين في القرن التاسع عشر بسبب الخلاف حول الخلافة. وفي عام 1890 تم استبدال آل سعود بالكامل من قبل آل رشيد. لكنهم حاربوا من أجل استعادة الحكم تحت لواء الأمير عبد العزيز آل سعود، المعروف للعالم باسم «ابن سعود»، الذي دخل الرياض في عام 1902. بعد الكثير من الاضطرابات، أصبحت المملكة العربية السعودية مملكة في عام 1932.
عندما غزا ابن سعود الجزيرة العربية، شكل تحالفات من خلال تعدد الزوجات لأفراد من أكبر قبائلها. عزز هذا سلطته داخل آل سعود ووسع شرعيته في شبه الجزيرة العربية، فوُلِدَ له ما يقرب من مائة طفل، منهم ستون من الأولاد. وتوفي في عام 1953.

### مسألة الخلافة في الجزيرة العربية: 1920-1953
عندما بدأ ابن سعود بتأسيس مملكته، كان لديه ابن اسمه تركي، والذي كان يعتبر وريثه المحتمل، لكنه توفي أثناء وباء الإنفلونزا الكبير الذي حدث في الفترة 1918-1919، تاركًا زوجة حامل. لم يكن من المتصور أن تنجب طفلاً وريثًا لمملكة كانت غير مستقرة تمامًا، كما كان حال إمارة نجد في عام 1920. ترك الأمير مسألة من سيَخلُفه مفتوحة، تاركًا الأمل لأحد أخوته أو ابنه الثاني سعود ليتولى في النهاية ما قد يصبح مملكة كبيرة.
في أواخر العشرينيات وأوائل الثلاثينيات، بدأ شقيق ابن سعود، الجدال معه حول انتقال الخلافة من بعده، وسؤاله عن احتمالة انتقالها إن كانت أقرب لابنه خالد أم سعود. في عام 1933 اتخذ الملك اختياره وأعلن الأمير سعود وليًا للعهد.
في أواخر العشرينيات وأوائل الثلاثينيات، أراد الملك عبد العزيز أن يعهد بولاية المملكة العربية السعودية لأخيه الأمير محمد بن عبد الرحمن، ولكن الأمير محمد أشار على أخيه الملك عبد العزيز بأن تكون ولاية العهد لابنه الأمير سعود (الملك سعود لاحقًا) حتى يكون الملك في ذريته، وقد بايع الأمير سعود بن عبد العزيز وليًا للعهد في اليوم السادس عشر من شهر محرم عام 1353هـ.
وفي نهاية حياته أعلن الملك ابن سعود أنه يتمنى أن تكون الخلافة السعودية عبر الأقدمية الراشدة وأن يكون ابنه التالي والأكثر قدرة «فيصل» خلفًا لسعود. وبناءً على ذلك، عندما توفي الملك عبد العزيز في عام 1953 أصبح سعود ملكًا، وأُعلن على الفور فيصل وليًا للعهد.

### سعود مقابل فيصل
طوال إحدى عشرة سنة من حكم سعود، كانت مسألة من سيخلف الملك سعود تعتبر «محسومة». ومع ذلك فمع زيادة حدة الجدل بين الملك وولي العهد في أوائل الستينيات من القرن الماضي، أخبر الملك أنه كان يفكر في تغيير خط الخلافة من الأقدمية راشدة إلى الابن البكر، وتسمية ابنه الأكبر وليًا للعهد. كان هذا غير مقبول لبقية الأسرة الحاكمة، وبناء على طلب فيصل، قاد الأمير محمد انقلابًا على القصر أطاح بالملك سعود في أواخر عام 1964.

### مشكلة الأمير محمد
كان الأمير محمد شخصية ذكية وحركية، على الرغم من المشاكل التي أدت إلى لقبه «والد الشَرَّين» أو كما تُقال بالعاميّة والمتعارف عليه «أبو شَرَّين». وفي إحدى المرات التي تولى فيها فيصل الحكومة، قام بتعيين أخيه غير الشقيق خالد نائباً لرئيس الوزراء في عام 1962، متجاهلاً محمد. واستمرت مفاوضات سرية فيما يتعلق بشروط تنحي محمد بعد فترة طويلة من بداية عهد فيصل، وكان محمد -فعليا- وليًا للعهد من عام 1964 إلى عام 1965، عندما أُعلن أن خالد يتولى هذا المنصب، في تخطي لاثنين من الأمراء الآخرين، ناصر وسعد اللذان اعتبرا «غير مستحقين».

### فهد وعبد الله
أحد الأسباب التي دفعت محمد في البداية إلى الاستغناء عن ولاية العهد هو عدم ثقته في ما يسمى السديريون السبعة، وهم أبناء زوجة ابن سعود المفضلة. وكان الأكبر في المجموعة، الأمير فهد، هو أفضل خيار لفيصل. تم تعيينه في منصب «النائب الثاني لرئيس الوزراء» وفي الوقت نفسه، أخبرت المصادر الملكية أن الأمير عبد الله، قائد الحرس الوطني، سيكون خلفًا له.

### عودة السديريين
عندما بدأت صحة الملك خالد في التدهور بسرعة، عادت مشكلة الخلافة إلى الواجهة. أراد ولي العهد فهد أن يصبح أخوه الشقيق، وزير الدفاع الأمير سلطان، «وريثاً للوريث»، ولكن كان هناك عقبة: كان هناك شقيقان أكبر من سلطان، هما الأمراء بندر ومساعد. كان هناك مشكلة تخص الأمير مساعد، حيث قتل ابنه الملك فيصل، لكن الأمر كان مختلفا بالنسبة لبندر.
ظل بندر معظم حياته بعيدًا عن الحكومة، مفضلاً الأعمال التجارية الخاصة. ومع ذلك فقد طالب حقه في الخلافة، ووزارة الدفاع أيضًا التي كانت مُسندة إلى الأمير سلطان. طُلب منه تحديد مُقابل تنحيه جانباً، ورأى أن أشقائه الأقوى كانوا معادون لفكرة خلافته، فَقَبِل عرض النقود مقابل تخليه عن ولاية العهد. ويُقال أنه تلقى عشرات الملايين من الدولارات مقابل ذلك، وذلك مبلغ يمكن لأغنى عائلة في العالم أن تحمله بسهولة. قَبِل بندر المال وأعطى مكانًا للأمير سلطان.
حكم الملك فهد المملكة من 1982 إلى 2005. وخلفه الملك عبد الله على العرش في عام 2005، وكان في الـ 81 من عمره، وتم ترقية الأمير سلطان تلقائيًا إلى منصب ولي العهد. كان معظم أبناء ابن سعود الباقين على قيد الحياة «كبارا في السن» وتم تجاوزهم. أقنع ولي العهد الأمير سلطان الملك بتعيين السديري التالي، نايف، في منصب النائب الثاني. ولكن في عامي 2011-2012 توفي كل من سلطان ونايف في غضون أشهر من بعضهما البعض، وأصبح شقيقهم السديري الرابع، سلمان، وليًا للعهد في 18 يونيو 2012.

## هيئة البيعة
مع تقدم عمر أبناء ابن سعود (جميعهم في السبعينيات والثمانينيات)، أنشأ الملك عبد الله هيئة البيعة؛ لمعالجة العدد المتناقص من المرشحين للعرش. وهي هيئة تتألف من 28 شخصًا هم: أبناء الملك بن سعود، وأبناء الأخوة الأكبر الذين ماتوا وأبناء الملك وولي العهد. ترأس الهيئة الأمير مشعل.

### سلطة الهيئة
الغرض من هيئة البيعة هو ضمان الانتقال السلس للسلطة في حالة عجز أو وفاة الملك أو ولي العهد.
إلى جانب مرسوم سابق أصدره الملك فهد، فتح إمكانية النظر في أحفاد عبد العزيز كمرشحين صالحين للحكم. وبخلاف السن، تشمل معايير الاختيار ما يلي:
- الدعم داخل بيت آل سعود.
- المدة في الحكومة.
- الانتماءات القبلية وأصول والدة المرشح.
- قبول العلماء.
- الدعم من قِبَل المجتمع
- الشعبية بين المواطنين السعوديين عامة.

يجري التصويت في الهئية بالاقتراع السري.

### تأثير الهيئة
مع اعتبار ترقية ثلاثة خلفاء لولي العهد الأمير سلطان تلقائيا، وأمر الملك حول موضوع تعيين النائب الثاني لرئيس الوزراء («النائب الشرفي لولي العهد» الأكثر حداثة من المنصب نفسه). أثبتت الهيئة أنها أكثر من مجرد «ختم مطاطي».

#### انتخاب الأمير مقرن
بعد ما يقرب من عام بقاء منصب النائب الثاني لرئيس الوزراء شاغرًا. تم تعيين الأمير مقرن، الابن الأصغر لابن سعود، نائباً رسمياً بموجب مرسوم ملكي في عام 2013. هذا يعني أنه كان في المرتبة الثانية بشكل غير رسمي، متجاوزًا العديد من الأمراء الكبار. ومن أجل جعل مكانه في خط الخلافة دائمًا ومنع أي تحديات من جانب أي من أفراد العائلة المالكة، قام الملك عبد الله باستطلاع كل عضو في هيئة البيعة بشكلٍ فردي قبل الإعلان عن لقب مقرن الجديد. اجتمعت هيئة البيعة في 27 مارس 2014 للتصويت الرسمي، الذي كان 75 ٪ نعم و25 ٪ لا.

#### انتخاب الأمير محمد بن نايف
بينما كان الملك عبد الله يحتضر، كانت هناك ترتيبات لتغيير خط الخلافة. وقيل أن رئيس الديوان الملكي خالد التويجري اتفق مع آخرين للإطاحة بولي العهد الأمير سلمان واستبداله إما بالأمير مقرن أو ابن الملك الأمير متعب.
عند وفاة الملك عبد الله في 23 يناير 2015، تولى سلمان الحكم وأصبح مقرن وليًا للعهد. وفي الوقت نفسه تم تعيين محمد بن نايف، وزير الداخلية وأحد مؤيدي سلمان، نائبا لولي العهد، وهو الأمر الذي صدقت عليه هيئة البيعة بعد ذلك. ومحمد بن نايف هو أول حفيد لابن سعود يدخل الخط الرسمي للخلافة.

## إعفاء مقرن من ولاية العهد
في العادة، كان منصب ولي العهد قوياً للغاية، حيث كان فيصل وفهد وعبد الله يديرون البلاد نيابة عن ملكهم أو في بعض الأحيان على الرغم من ذلك. لكن لم يكن هذا هو الحال مع ولي العهد الأمير مقرن، الذي تم تحديده في مجلس الوزراء للملك سلمان واقتصر على الأنشطة الاحتفالية في الغالب.
وبدلاً من ذلك تم إسناد عدة وظائف لنجل الملك سلمان محمد، بما في ذلك وزارة الدفاع ورئاسة مجلس الشؤون الاقتصادية والتنمية، مما دفع البعض في الصحافة إلى تسميته «ملك تحت التمرين».
كان محمد بن نايف، ولي ولي العهد ووزير الداخلية، من السديرين وكان واضحًا أنه بدون مقرن، سيكون للعشيرة قبضة دائمة على السلطة. وفي ساعات الصباح الباكر من 29 أبريل 2015، وقع الملك مرسومًا بإعفاء ولي العهد الأمير مقرن بناءً على طلبه، وتولي محمد بن نايف ولاية العهد، وتعيين محمد بن سلمان وليًا لولي العهد. وفي اليوم التالي اجتمعت هيئة البيعة وانتُخِب محمد بن نايف رسمياً بأغلبية 28 صوتاً مقابل أربعة وامتناع عضوين عن التصويت.

## تنحية ولي العهد محمد بن نايف
في صباح يوم 21 يونيو 2017، أعلن التليفزيون الرسمي أن الأمير محمد بن نايف تنازل عن منصب ولي العهد، وعين الملك سلمان ابنه الامير محمد بن سلمان إلى هذا المنصب. وفقا لصحيفة نيويورك تايمز ومصادر أخرى زعمت، فإن الأمير محمد بن نايف اضطر إلى التنازل عن ولاية العهد.